# 遊☆戯☆王ファイブディーズ タッグフォース6
『遊☆戯☆王ファイブディーズ タッグフォース6』（ゆうぎおうファイブディーズ タッグフォース6）は、コナミデジタルエンタテインメントから2011年9月22日に発売されたテレビアニメ『遊☆戯☆王5D's』を題材としたPlayStation Portable用対戦型カードゲームである。

## 概要
『遊☆戯☆王タッグフォース』のシリーズ第6作目であり、『遊☆戯☆王5D's』のシリーズとしては第3作目となる。ゲーム作品としては初めて『遊☆戯☆王ゼアル オフィシャルカードゲーム』のマスタールール2に準拠し、エクシーズ召喚も導入される。「PHOTON SHOCKWAVE」までの約5300枚以上のカードを収録している。データインストールにも対応する。（DL版でもデータインストールは残されているが、システム上かえって動作を重くするため非推奨）
新規参戦キャラクターとしてWRGP編に登場したチーム・ユニコーン、チーム・太陽、チーム・ラグナロクのメンバーのほかにブルーノ、ボマー、レクス・ゴドウィンらが参戦し、彼らを含めた計42名が参戦する。また、アニメ出身キャラクターは、ストーリーモードで個別ストーリーが展開するしないによって「デュエリスト1（個別あり）」と「デュエリスト2（共通ルート）」に分けられ、それ以外のゲームオリジナルキャラは「デュエリスト3」に属する。
発売から2年後の2013年6月25日に、タッグフォースシリーズとしては唯一ダウンロードソフトとして再発売された。PlayStation Vitaでのプレイにも対応している。構造上シリーズ作品とのUMD連動ができないが、連動特典を含むすべてのカードは公式サイトからの配信で手に入れることが出来る。またこれを機として、スタッフレシピの更新も再開された。

## ストーリー
今回のストーリーは、「ワールド・ライディング・デュエル・グランプリ」（以下WRGP）の決勝レセプションパーティーの主賓であるチーム・ラグナロクのドラガンがチーム・5D'sのジャック・アトラスを指名してエキシビション・デュエルを開始するところから始まる。物語としては、WRGP決勝トーナメントから最終話あたりが中心である。

## ゲームシステム
タッグフォース6から追加されたシステムを記述する。
夜の大会
紅蓮の悪魔のしもべが主催する大会でゲーム時間の夜に登場する。全4コース・13ステージがありコースごとに対戦相手のテーマが決まっている。
一部のデュエリストが禁止カードを使用し、CPU操作のタッグパートナーが一人で戦うというものも含まれる。
レースクイーンが案内する昼の大会と夜の大会は1日の間でどちらか1回しか参加できず、イベント発生時も参加できない。

## 登場人物

### メインキャラクター
- 不動遊星（ふどう ゆうせい）：宮下雄也
- ジャック・アトラス：星野貴紀
- クロウ・ホーガン：浅沼晋太郎
- 十六夜アキ（いざよい あき）：木下あゆ美
- 龍亞（るあ）：洞内愛
- 龍可（るか）：寺崎裕香
- ブルーノ、アンチノミー：田中宏樹
- シェリー・ルブラン：中川えりか
- カーリー渚（カーリー なぎさ）：金田アキ
- 狭霧深影（さぎり みかげ）：相橋愛子
- 牛尾哲（うしお てつ）：落合弘治
- イェーガー：柳原哲也
- 鬼柳京介（きりゅう きょうすけ）：小野友樹
- ボマー：平井啓二
- ミスティ・ローラ：皆川純子
- ラリー・ドーソン：伊藤実華
- ジャン：内藤玲
- アンドレ：加古臨王
- ブレオ：増田裕生
- 山下太郎（やました たろう）：川本成
- 林吉蔵（はやし よしぞう）：高坂篤志
- 谷川甚兵衛（たにがわ じんべえ）：井上優
- ハラルド：小野坂昌也
- ドラガン：宮健一
- ブレイブ：木村良平
- ディマク：乃村健次
- ルドガー・ゴドウィン：武虎
- レクス・ゴドウィン：小手伸也
- プラシド、アポリア：根本正勝
- ルチアーノ：吉田仁美
- ホセ：菅生隆之
- ゾーン：石川英郎

### キャラクターのみの出演
- MC
- 雑賀（さいが）
- 胡桃沢（くるみざわ）
- レースクィーン
- マーサ
- ゾラ
- ハイトマン教頭（ハイトマンきょうとう）
- ステファニー
- 紅蓮の悪魔のしもべ（ぐれんのあくまのしもべ）

### サブキャラクター
総勢66名にのぼる一般キャラクターたち。以下の声優が担当している。
内海慶子、岡部涼音、加古臨王、片岡あづさ、金田アキ、鮭延未可、土屋真由美、中川玲、中川里江、並木のり子、ふくざわるみね、福田日里、藤田麻衣、松本忍、水野理紗、横田紘一、吉岡麻耶

## 関連書籍
- 遊☆戯☆王5D's TAG FORCE 6 Limit Over Tag Duel（Vジャンプブックス）（2011年9月22日発行、ISBN 978-4087796070）